# Sammy Winward
Samantha Kate Winward, née le 12 octobre 1985 à Bolton dans l'agglomération de Manchester, est une actrice britannique, chanteuse et mannequin. Elle est surtout connue pour l'interprétation de Katie Sugden dans le soap opera Emmerdale.

## Biographie
Elle a suivi des cours à l'université Turton High School Media Arts Collège, à Bromley Cross dans le sud de Turton.
Elle a eu une fille prénommée Mia, avec le footballeur David Dunn. Sammy et David se sont séparés, mais sont restés malgré tout amis. Elle a été par la suite la petite amie de l'acteur Jonas Armstrong, de la série Robin des Bois. 
Sammy est très amie avec l'actrice Lucy Pargeter.